# Spoorlijn Saint-Denis - Dieppe
De Spoorlijn Saint-Denis - Dieppe is een Franse spoorlijn van Saint-Denis naar Dieppe. De lijn is 162,0 km lang en heeft als lijnnummer 330 000.

## Geschiedenis
Het gedeelte tussen Saint-Denis en Saint-Ouen-l'Aumône werd aangelegd door de Compagnie des chemins de fer du Nord en geopend op 20 juni 1846. Tot 1859 was de lijn samen met de spoorlijn Pierrelaye - Creil onderdeel van de verbinding tussen Parijs en Lille. Door het toenemende verkeer en de beperkte capaciteit van de twee sporen tussen Parijs en Creil via Pierrelaye werd een directe verbinding aangelegd via Chantilly, waarna de spoorlijn een beperktere rol ging spelen. Op 1 augustus 1863 werd het gedeelte tussen Saint-Ouen-l'Aumône en Pontoise geopend.
Het tracé tussen Pontoise en Dieppe werd in gedeeltes geopend door de Compagnie des chemins de fer de l'Ouest, van Pontoise naar Gisors op 4 oktober 1868, van Gisors naar Gournay-Ferrières op 18 juli 1870, van Gournay-Ferrières naar Neufchâtel-en-Bray op 20 augustus 1872 en van Neufchâtel-en-Bray naar Dieppe op 22 december 1873. 
Ondanks de naam hebben er nooit doorgaande treinen over de gehele route tussen Paris en Dieppe gereden. Alle rechtstreekse treinen naar Dieppe vertrokken van station Paris-Saint-Lazare, onderdeel van het netwerk van de Compagnie des chemins de fer de l'Ouest. De scheiding van het netwerk van de Transilien H en de Transilien J in het station van Pontoise is een overblijfsel van de twee verschillende spoorwegmaatschappijen die de lijn hebben aangelegd.

## Treindiensten
De SNCF verzorgt het personenvervoer op dit traject met Transilien treinen.
| Serie   | Treinsoort        | Route | Bijzonderheden |
| ------- | ----------------- | --- | -------------- |
| Trans H | Transilien (SNCF) | [ Paris-Nord – Épinay - Villetaneuse – [ Montsoult - Maffliers – [ Luzarches ] / [ Persan - Beaumont ] ] / [ Ermont - Eaubonne – [ Pontoise ] / [ Persan - Beaumont ] ] ] / [ Pontoise – Valmondois – Persan - Beaumont – Creil ]           |                |
| Trans J | Transilien (SNCF) | Paris Saint-Lazare – [ Argenteuil – [ Ermont - Eaubonne ] / [ Cormeilles-en-Parisis – Conflans-Sainte-Honorine – [ Pontoise – Boissy-l'Aillerie – Gisors ] / [ Mantes-la-Jolie ] ] ] / [ Les Mureaux – Mantes-la-Jolie – Vernon - Giverny ] |                |

### Réseau express régional
Op het traject rijdt het Réseau express régional de volgende routes:
| Serie | Treinsoort | Route | Bijzonderheden |
| ----- | ---------- | --- | -------------- |
| RER C | RER (SNCF) | [ Pontoise – Montigny - Beauchamp – Porte de Clichy – ] / [ [ Saint-Quentin-en-Yvelines - Montigny-le-Bretonneux – Versailles-Chantiers – ] / [ Versailles-Château-Rive-Gauche – ] Chaville - Vélizy – Pont du Garigliano – ] Pont de l'Alma – Invalides – Musée d'Orsay – Paris-Austerlitz – Bibliothèque François Mitterrand – [ [ Pont-de-Rungis - Aéroport d'Orly – Massy - Verrières – ] / [ Juvisy – ] Massy-Palaiseau – Versailles-Chantiers – Saint-Quentin-en-Yvelines - Montigny-le-Bretonneux ] ] / [ Juvisy – Brétigny – [ Étampes – Saint-Martin-d'Étampes ] / [ Dourdan – Dourdan - La Forêt ] ] |                |

## Aansluitingen
In de volgende plaatsen is of was er een aansluiting op de volgende spoorlijnen:
Saint-Denis
RFN 272 000, spoorlijn tussen Paris-Nord en Lille
RFN 272 953, fly-over van Saint-Denis
Épinay-Villetaneuse
RFN 325 000, spoorlijn tussen Épinay-Villetaneuse en Le Tréport-Mers
Enghien-les-Bains
RFN 953 000, spoorlijn tussen Enghien-les-Bains en Montmorency
Ermont-Eaubonne
RFN 328 000, spoorlijn tussen Ermont-Eaubonne en Valmondois
RFN 334 900, spoorlijn tussen Paris-Saint-Lazare en Ermont-Eaubonne
RFN 962 000, spoorlijn Ermont-Eaubonne en Champ-de-Mars
Cernay
RFN 330 306, raccordement van Cernay
Saint-Ouen-l'Aumône-Liesse
RFN 329 000, spoorlijn tussen Pierrelaye en Creil
RFN 337 300, raccordement van Éragny
RFN 337 306, raccordement van Pierrelaye
aansluiting Saint-Ouen
RFN 331 300, raccordement van Épluches
Pontoise
RFN 338 000, spoorlijn tussen Achères en Pontoise
lijn tussen Pontoise en Sagy
Chars
RFN 347 000, spoorlijn Chars en Magny-en-Vexin
RFN 348 000, spoorlijn tussen Chars en Marines
Gisors
RFN 332 000, spoorlijn tussen Beauvais en Gisors-Embranchement
RFN 342 000, spoorlijn tussen Gisors-Embranchement en Pont-de-l'Arche
Gournay-Ferrières
RFN 333 000, spoorlijn tussen Goincourt en Gournay-Ferrières
Serqueux
RFN 321 000, spoorlijn tussen Saint-Roch en Darnétal-Bifurcation
RFN 344 000, spoorlijn tussen Charleval en Serqueux
RFN 345 300, raccordement van Serqueux-Sud
Rouxmesnil
RFN 355 300, raccordement tussen Rouxmesnil en Dieppe
RFN 356 000, spoorlijn tussen Rouxmesnil en Eu
Dieppe
RFN 330 106, aansluiting Dieppe-Maritime
RFN 350 000, spoorlijn tussen Malaunay-Le Houlme en Dieppe
RFN 350 306, raccordement van Saint-Pierre

## Elektrische tractie
De lijn werd in gedeeltes geëlektrificeerd met een spanning van 25.000 volt 50 Hz. Tussen Saint-Denis en Pontoise in 1969, tussen Pontoise en Gisors in 1982 en tussen Gisors en Serqueux in 2021.

## Galerij

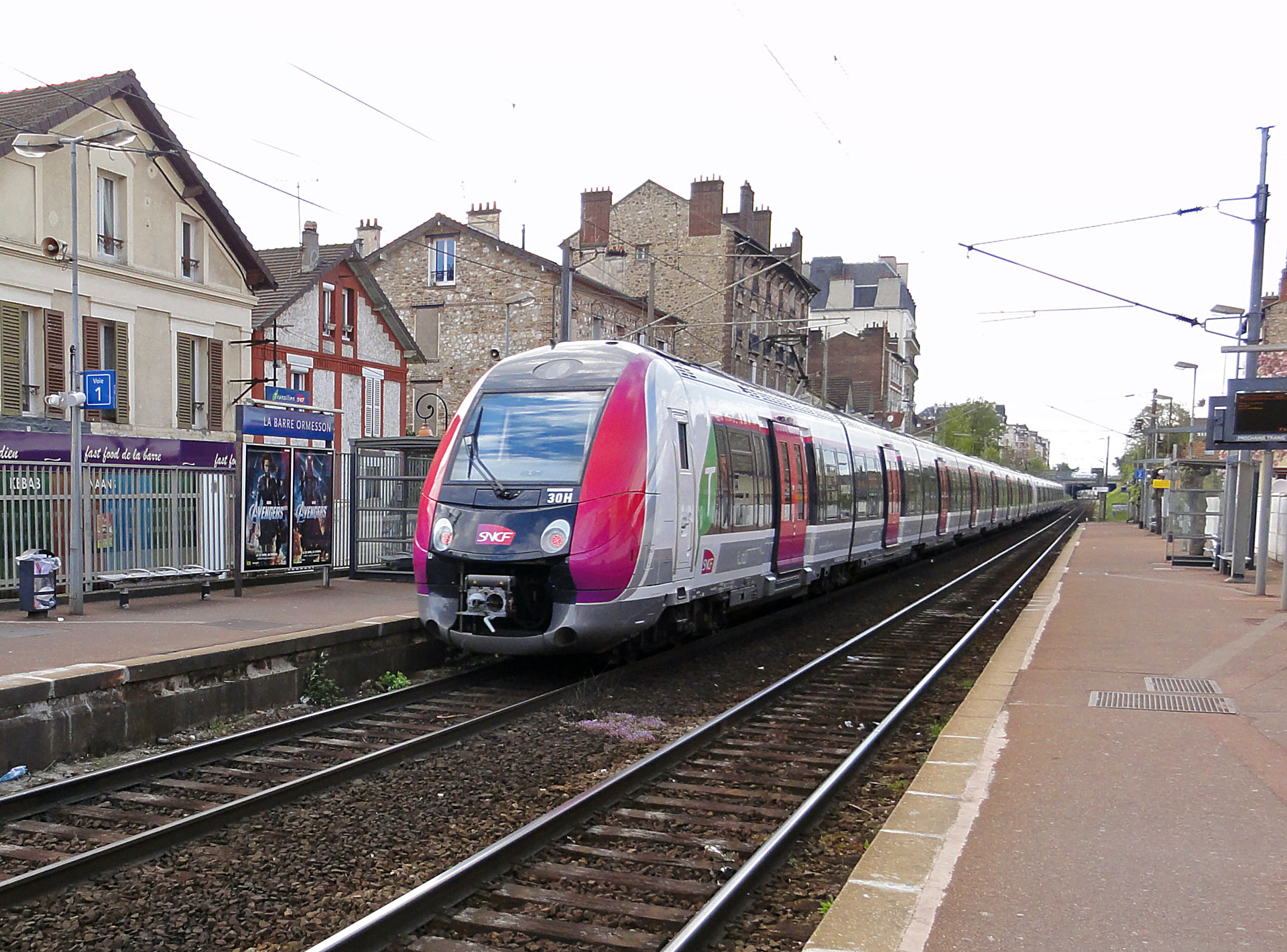
Station Barre - Ormesson
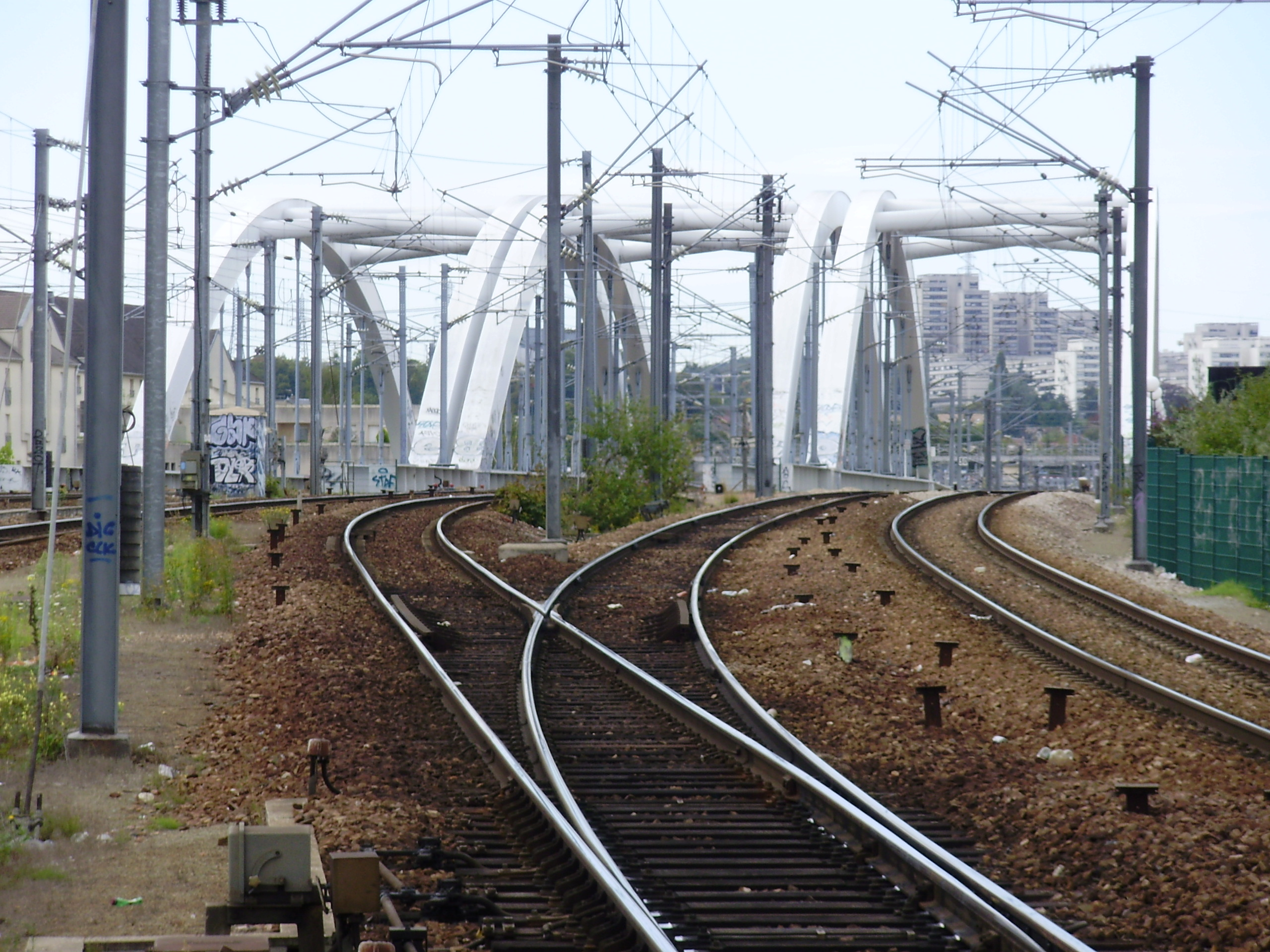
Spoorbruggen over de Oise
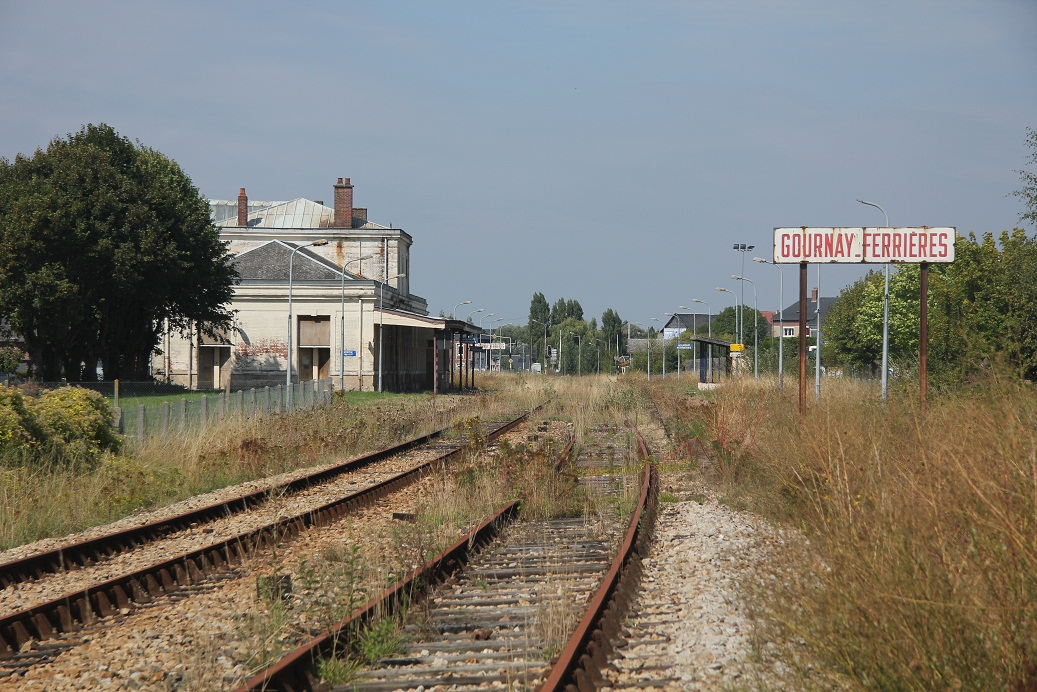
Station Gournay-Ferrières
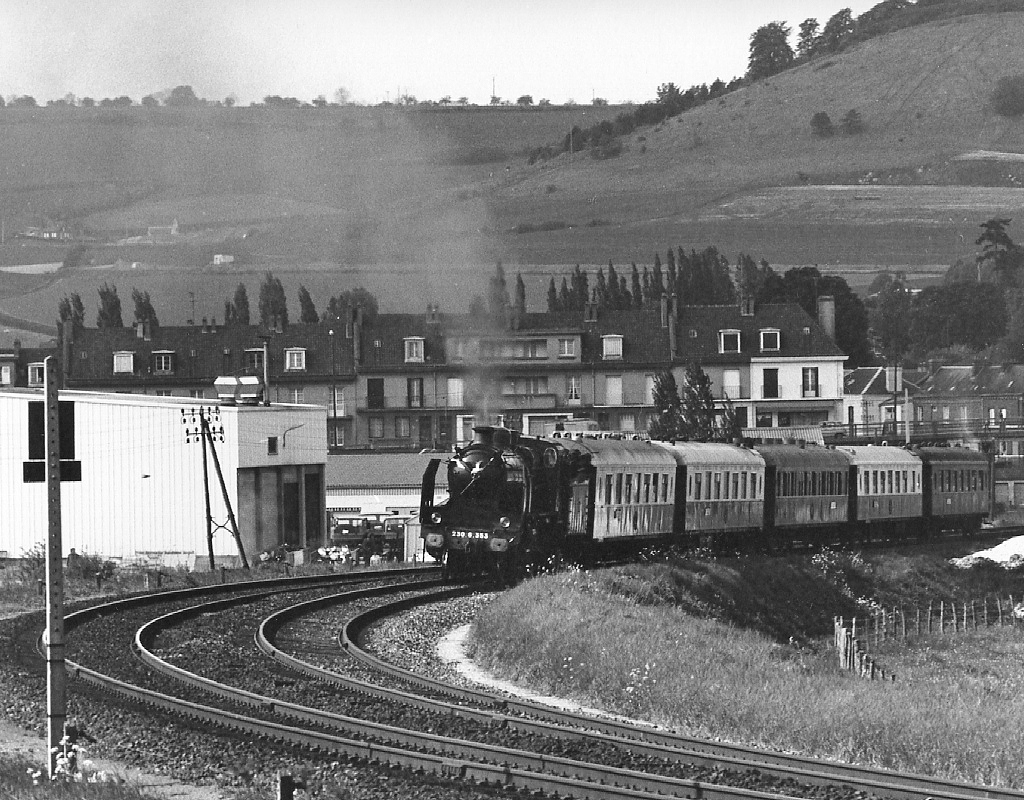
Vakantietrein bij Neufchâtel-en-Bray in 1978
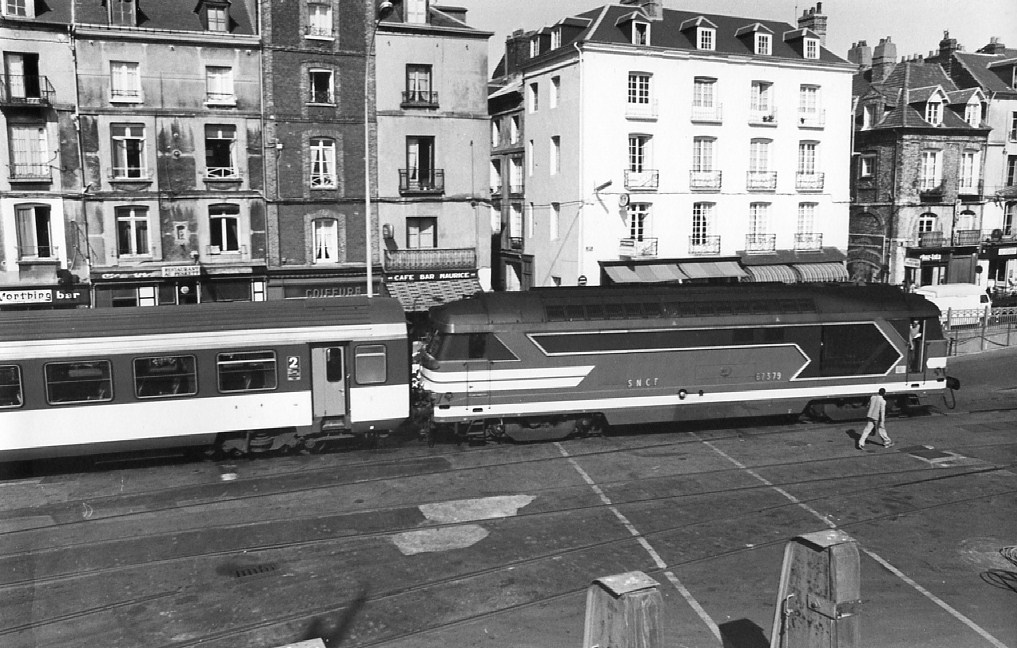
Trein in Dieppe-Maritime in 1979